# HD 111519
HD 111519，又名CD-47 7893，SAO 223698、HR 4871，是一颗恒星，视星等为6.24，位于銀經302.74，銀緯14.41，其B1900.0坐标为赤經12h 44m 41.8s，赤緯-47° 14.41′ 53″。